# Adrian Laidler
Adrian Laidler (* 31. März 1981 in Adelaide) ist ein australischer Radrennfahrer.
Adrian Laidler wurde 2002 Zweiter bei der australischen Straßenradmeisterschaft in der U23-Klasse. Bei der australischen Meisterschaft zu Beginn des Jahres 2003 wurde er Dritter beim Zeitfahren und damit Meister der U23-Klasse. Bei der Herald Sun Tour 2005 gewann er mit seiner Mannschaft das Mannschaftszeitfahren zum Auftakt. Von 2006 bis 2008 fuhr Laidler für das australische Continental Team Savings & Loans.

## Erfolge
2003
- Australischer Zeitfahrmeister (U23)

2005
- Mannschaftszeitfahren Herald Sun Tour

## Teams
- 2003 Lemond Fitness-Cra-Z Soap
- 2006 Savings & Loans
- 2007 Savings & Loans
- 2008 Savings & Loans